# Bedfordshire
Bedfordshire là một hạt của Anh. Hạt có diện tích km², dân số người. Thủ phủ hạt đóng ở.
Đây là một hạt và một hạt lịch sử của Anh, bao gồm ba cơ quan: Bedford, Central Bedfordshire và Luton.
Bedfordshire được giáp Cambridgeshire ở phía đông-đông bắc, Northamptonshire ở phía bắc, Buckinghamshire về phía tây và Hertfordshire ở phía đông-đông nam. Đây là quận có mật độ dân số đông nhất thứ mười bốn của nước Anh, với hơn một nửa dân số của quận sống trong hai khu vực xây dựng lớn nhất: Luton (236.000) và thị trấn thủ phủ hạt, Bedford (102.000). Điểm cao nhất là 243 mét (797 ft) trên Dunstable Downs ở Chilterns.
Biệt hiệu truyền thống cho những người từ Bedfordshire là "Clangers", bắt nguồn từ một món ăn địa phương bao gồm một loại bánh ngọt có vỏ thịt chứa đầy thịt ở một đầu và mứt ở chỗ kia.

## Lịch sử
Việc sử dụng đầu tiên của tên vào năm 1011 là "Bedanfordscir", có nghĩa là shire hoặc quận Bedford, mà chính nó có nghĩa là "Beda's ford" (qua sông).
Bedfordshire trước đây được chia thành chín trăm: Barford, Biggleswade, Clifton, Flitt, Manshead, Redbournestoke, Stodden, Willey, Wixamtree, cùng với sự tự do và quận Bedford. Đã có một số thay đổi đối với ranh giới hạt; Ví dụ, năm 1897 Kensworth và một phần của Caddington đã được chuyển từ Hertfordshire đến Bedfordshire.

## Địa lý
Phía nam của hạt nằm trên sườn phấn được gọi là Chiltern Hills. Phần còn lại là một phần của lưu vực thoát nước rộng của sông Great Ouse và các chi lưu của nó. Hầu hết các loại đá của Bedfordshire đều là đất sét và đá cát từ thời kỳ Jurassic và Creta với một số đá vôi. Đất sét địa phương đã được sử dụng cho gạch làm bằng gạch kiểu Fletton ở Marston Vale. Sự xói mòn đá vôi đã làm cho các lớp sồi cứng rắn như sỏi đã được chiết xuất trong quá khứ tại các hố mà bây giờ là các hồ, tại Priory Country Park, Wyboston và Felmersham. Greensand Ridge là một vách đá ngang qua quận từ gần Vịnh Leighton đến gần Gamlingay ở Cambridgeshire.